# Jules Fortin
Pour les articles homonymes, voir Fortin.
Jules Fortin, né le 31 mars 1858 à Lannion (Côtes-du-Nord) et mort le 18 octobre 1942 à Ploudalmézeau (Finistère), est un homme politique français.

## Biographie
Docteur en Droit, il commence sa carrière au service contentieux de la Société générale. Il devient avocat à Brest en 1887. Il est conseiller général du canton de Ploudalmézeau de 1892 à 1935 et maire de Ploudalmézeau de 1898 à 1942, à la suite de son beau-père, Bénoni Guillard. 
Le 21 juin 1908, à l'occasion d'une élection partielle à la suite du décès de Henri Ponthier de Chamaillard, il est élu sénateur du Finistère contre Maurice Fenoux (663 voix contre 640). Il est réélu le 7 janvier 1912 puis le 9 janvier 1921. Il ne se représente pas à l'élection du 13 janvier 1930. Pendant ces mandats, il siège au groupe de la Gauche républicaine. L'essentiel de son activité est concentrée sur la commission de la Marine, où il se préoccupe beaucoup du développement du port de Brest. Il s'intéresse aussi aux questions agricoles, aux chemins de fer ou aux retraites ouvrières.
Il est le père, entre autres, de René Fortin dont le nom a été donné à l'établissement pour personnes âgées de Bohars.

## Hommage
Une rue de Ploudalmézeau porte son nom.

### Sources
- « Jules Fortin », dans le Dictionnaire des parlementaires français (1889-1940), sous la direction de Jean Jolly, PUF, 1960 [détail de l’édition]